# Амиров, Зелимхан Итонович
Зелимхан Итонович Амиров (род. 15 июля 1997 года, Итум-Кали, Итум-Калинский район, ЧРИ) — российский боец смешанных единоборств, представитель полусредней весовой категории. Выступает на профессиональном уровне с 2018 года, известен по участию в турнирах престижной бойцовской организации ACA.

## Биография
Родился 15 июля 1997 года в селе Итум-Кали Итумкалинского района ЧРИ. Ныне проживает в городе Грозном Чеченской Республики. По национальности чеченец, выходец из тайпа чанти.
Зелимхан с 8 класса начал увлекаться спортом. В спорт пришёл по собственному желанию, никто из старших в семье его не принуждал. Учился в 7-й гимназии города Грозного, параллельно с учебой в школе ходил в секцию рукопашного боя, в школьные годы тренировался для себя. Окончил 11 классов, после школы окончательно решил остаться в спорте, никуда не поступил, вместо этого начал профессиональную карьеру в смешанных единоборствах, его тренировки проходили дважды в день, утром и вечером. В 2015 году начал тренировки в бойцовском клубе «Беркут» по смешанным единоборствам под руководством тренера по боксу Руслана Лорсанова, а также в бойцовском клубе «Атлант» под руководством бывшего бойца смешанного стиля Абдуррахмана Мачукаева. В настоящее время Зелимхан представляет бойцовский клуб «Ахмат», а его тренерами являются Руслан Лорсанов и ныне действующий боец смешанных единоборств Сайфуллах Джабраилов. В 2018 году дебютировал в смешанных единоборствах на профессиональном уровне.

## Спортивные достижения
- Berkut Young Eagles Grand Prix: Quarterfinals —
- Кубок мира по грепплингу —
- Чемпионат мира по панкратиону —
- Чемпионат России по панкратиону —
- "Кубок Содружества" по ММА среди Республик Северного Кавказа (2019) — [1]

## Статистика ММА
| Боёв 10         | Побед 8 | Поражений 2 |
| --------------- | ------- | ----------- |
| Нокаутом        | 2       | 2           |
| Сдачей          | 6       | 0           |
| Решением        | 0       | 0           |
| Ничьи           | 0       | 0           |
| Не состоявшихся | 0       | 0           |

| Результат | Рекорд | Соперник            | Способ                             | Турнир                                                     | Дата             | Раунд | Время | Место | Примечание        |
| --------- | ------ | ------------------- | ---------------------------------- | ---------------------------------------------------------- | ---------------- | ----- | ----- | ----- | ----------------- |
| Победа    | 8-2    | Жакшылык Тургунбаев | Сабмишном (удушение треугольником) | ACA YE 29 - ACA Young Eagles 29                            | 17 сентября 2022 | 1     | 1:46  |       |                   |
| Поражение | 7-2    | Эдил Эсенгулов      | Нокаутом (удар)                    | ACA YE 26 - ACA Young Eagles 26                            | 31 марта 2022    | 1     | 3:33  |       |                   |
| Победа    | 7-1    | Серик Ажибаев       | Сабмишном (удушение анаконда)      | ACA YE 23 - ACA Young Eagles 23: Grand Prix Finals         | 25 декабря 2021  | 1     | 1:46  |       |                   |
| Победа    | 6-1    | Ержан Жаныбеков     | Техническим нокаутом (удары)       | ACA Young Eagles 19                                        | 24 июля 2021     | 1     | 0:39  |       |                   |
| Победа    | 5-1    | Аммар Хуссейн Анвар | Сабмишном (удушение анаконды)      | ACA YE 13 ACA Young Eagles                                 | 13 октября 2020  | 1     | 1:23  |       |                   |
| Победа    | 4-1    | Сергей Муралов      | Сабмишном (удушение сзади)         | BYE 10 Berkut Young Eagles: Rasulov vs. Kilaev             | 20 октября 2019  | 1     | 2:57  |       |                   |
| Победа    | 3-1    | Аслан Яхьяев        | Техническим нокаутом (удары)       | Free Fighting MMA - Unity Challenge Cup                    | 28 апреля 2019   | 1     | 1:01  |       |                   |
| Победа    | 2-1    | Тимур Калиев        | Сабмишном (удушение гильотиной)    | OFC 4 Only Fighting Championship 4                         | 14 апреля 2019   | 1     | 0:58  |       |                   |
| Поражение | 1-1    | Алибег Расулов      | Техническим нокаутом (удары)       | BYE 6 2018 Berkut Young Eagles Grand Prix: Quarterfinals 2 | 27 октября 2018  | 3     | 2:27  |       |                   |
| Победа    | 1-0    | Алан Зангиев        | Сабмишном (рычаг локтя)            | BYE 3 2018 Berkut Young Eagles Grand Prix: Opening Round   | 22 апреля 2018   | 2     | 3:56  |       | Дебют в проф. ММА |